# 古江バスストップ

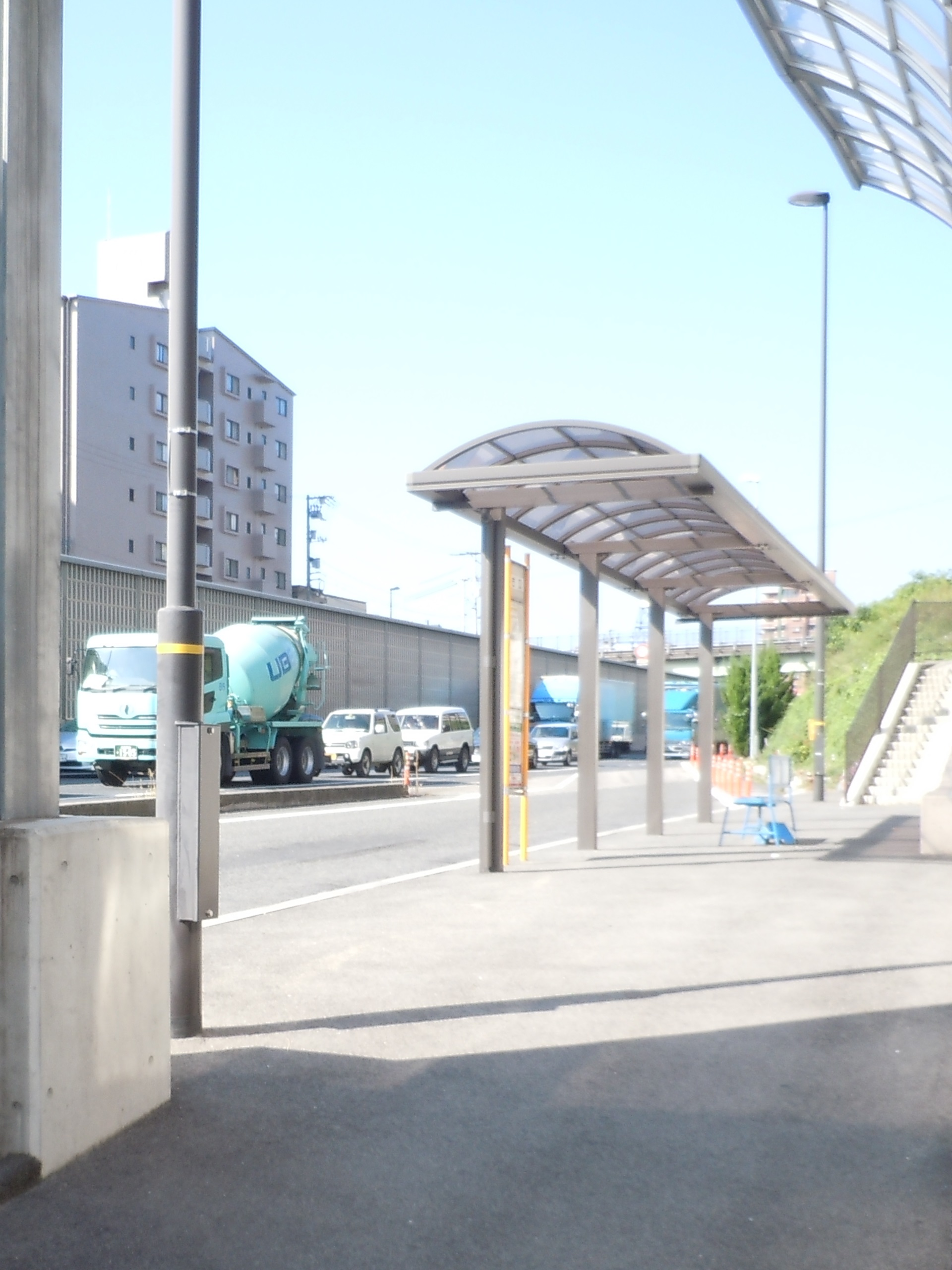
古江バスストップ (上り)

古江バスストップ（ふるえバスストップ）は、広島市西区古江東町にある広島電鉄バスのバスストップ（バス停留所）である。

## 概要
本バス停は西広島バイパスの本線上にあり、広島市中心部と広島市西部・廿日市市の各住宅団地を結ぶ路線バスが数多く経由する。また広島市中心部方面へは庚午ランプの先西広島バイパス入口交差点（西区庚午北）にて、己斐方面行きの52･53系統と市役所前方面行きの54･55系統が分かれるため、当バス停で乗り換える通勤・通学客も見られる。広島学院中学校・高等学校正門が山側にあるため、特に広島市街方面から(への)学生の利用がよくある。
バイパスの渋滞を回避する為、朝ラッシュ時は広島市街方面行きのバスは側道を通って運行される。側道のバス停は本線のバス停から200メートルほど離れており、その近くにボン・バスのバス停がある。

## 路線
古江バスストップ 高須ランプ方面のりば（広電バス 西広島バイパス上 上り 広島バスセンター方面）
- 52,53 己斐経由 広島バスセンター行き
- 54,55 市役所前経由 広島バスセンター行き

古江バスストップ 田方ランプ方面のりば（広電バス 西広島バイパス上 下り 52,54 田方・美鈴モール方面 / 55 鈴が峰住宅・鈴が台方面）
- 52-1,54-1 田方・美鈴モール経由 山田団地行き
- 52-2,54-2 田方・美鈴モール経由 美鈴が丘高校行き
- 55-1 鈴が峰住宅・鈴が台・城山（・植物公園 一部のみ）経由 薬師が丘団地行き
- 55-2 鈴が峰住宅・鈴が台・佐方経由 四季が丘経由行き
- 54-3 田方・美鈴モール・彩が丘団地経由 藤の木団地行き
- 55-3 鈴が峰住宅・鈴が台・城山経由 藤の木団地行き
- 54-4 田方・美鈴モール経由 彩が丘団地行き
- 55-4 鈴が峰住宅・鈴が台・城山経由 彩が丘団地行き
- 55-5 鈴が峰住宅・鈴が台・東観音台団地行き
- 55-6 鈴が峰住宅・鈴が台・佐方経由 阿品台行き
- 53-7 鈴が峰住宅経由 井口台パークタウン行き
- 54-9 田方経由 五月が丘3丁目行き

古江（側道）バスストップ（広電バス 西広島バイパス側道 上り朝ラッシュ時のみ 広島バスセンター方面）
- 52,53 己斐経由 広島バスセンター・広島駅行き
- 54,55 市役所前経由 本通り・広島バスセンター行き

古江 バス停（ボン・バス）上り 己斐方面
- 14 己斐・西広島駅・紙屋町・八丁堀方面

古江 バス停（ボン・バス）下り 高須台方面
- 14 高須台経由 共立ハイツ
- 14-2 学院東門前
- 14-5 高須台五丁目

## 周辺

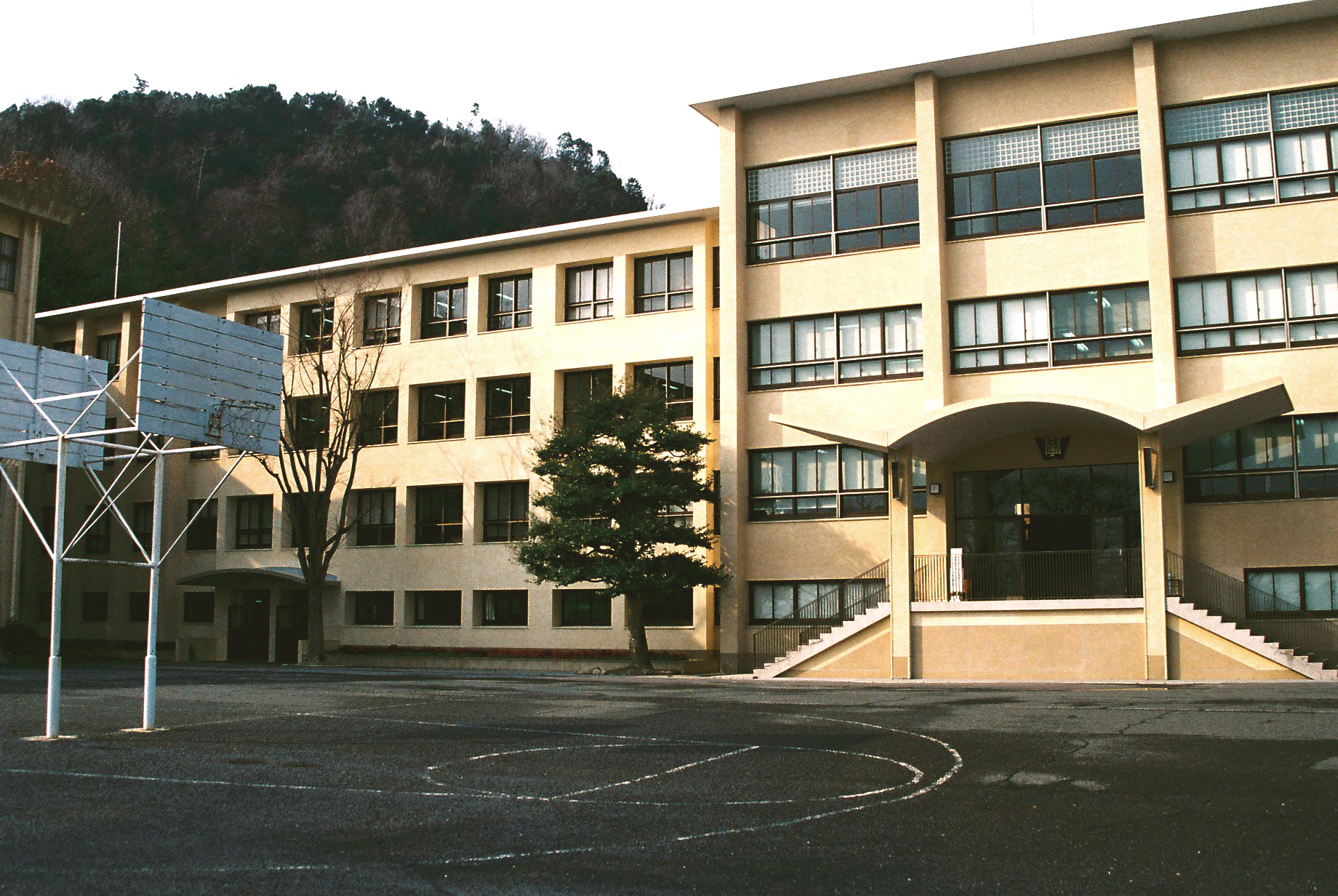
広島学院中学校・高等学校
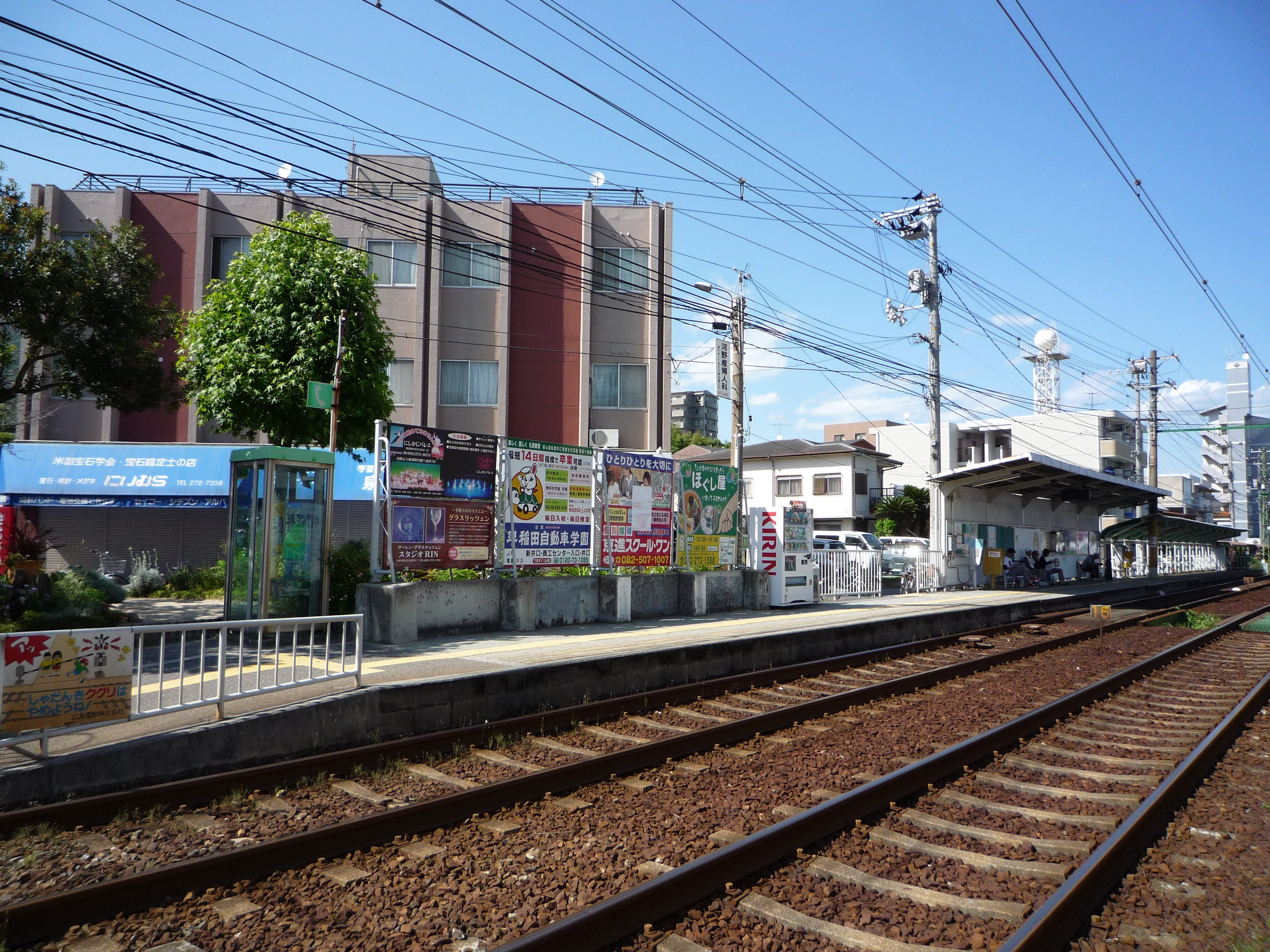
広島電鉄宮島線　古江駅・高須駅
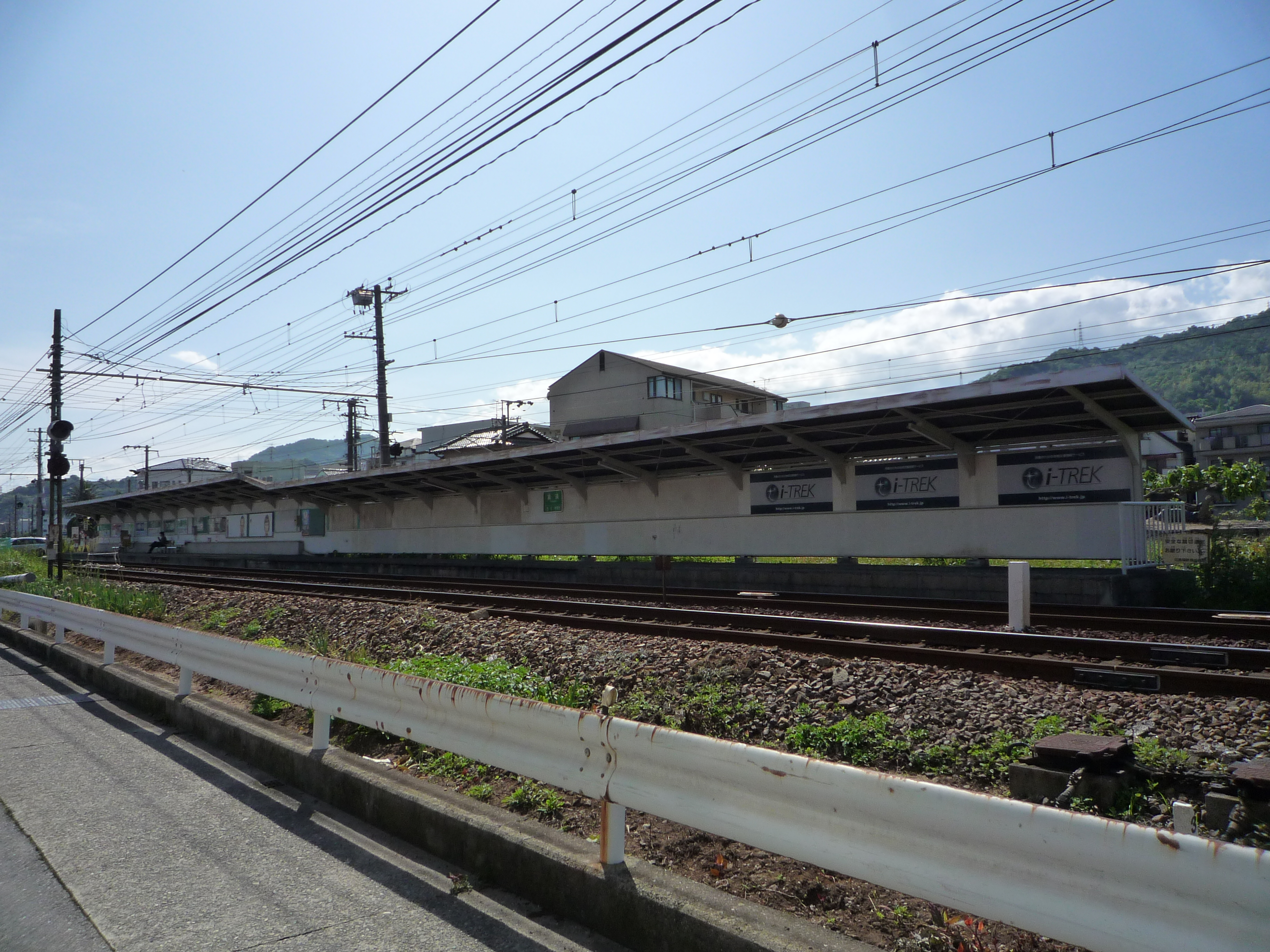
広島電鉄宮島線 高須駅

- 広島学院中学校・高等学校
- 広島電鉄宮島線 古江駅
- 広島電鉄宮島線 高須駅

## 隣
西広島バイパス
高須ランプ - 古江BS - 田方ランプ